# Affane Djambae
Affane Djambae (Moroni, 22 de septiembre de 2000) es un futbolista comorense que juega en la demarcación de delantero para el AS Vita Club de la Linafoot.

## Selección nacional
Tras jugar en las categorías inferiores de la selección, finalmente hizo su debut con la selección de fútbol de Comoras el 6 de julio de 2023 en un encuentro de la Copa COSAFA 2023 contra Seychelles que finalizó con un resultado de 0-3 a favor del combinado comorense tras los goles de Ibroihim Djoudja, Raïdou Boina Bacar y del propio Djambae.

## Clubes
| Club                | País                            | Año       | Partidos | Goles |
| ------------------- | ------------------------------- | --------- | -------- | ----- |
| OPM Mbachile        | Comoras                         | 2019-2020 | 19       | 15    |
| FC Hahaya           | Comoras                         | 2020-2021 | 26       | 20    |
| Ngaya Club de Mdé   | Comoras                         | 2021-2022 | 13       | 7     |
| Djabal Club d'Iconi | Comoras                         | 2022-2024 | 22       | 15    |
| AS Vita Club        | República Democrática del Congo | 2024-     | 2        | 1     |